# The Kominsky Method
The Kominsky Method – amerykański serial internetowy (komedia) wyprodukowany przez Chuck Lorre Productions oraz  Warner Bros. Television, którego twórcą jest Chuck Lorre.
Wszystkie 8 odcinków pierwszej serii zostało udostępnionych 16 listopada 2018 roku na platformie Netflix.
Akcja serialu kręci się wokół Sandy'ego Kominskiego, który był znanym i cenionym aktorem wiele lat temu. Jego sława przeminęła, dlatego prowadzi kursy aktorstwa, a studio nazwał swoim nazwiskiem, „The Kominsky Method”. Jego najlepszy przyjaciel, a zarazem agent - Norman Newlander - traci żonę, która umiera na raka. Mężczyźni razem zastanawiają się nad sensem swojego istnienia oraz zmagają się z wyborami dnia codziennego. Kominsky podczas jednych z zajęć spotyka kobietę, którą zaczyna darzyć głębokim uczuciem. Niestety żadne z nich nie wie co zrobić, aby ich związek się udał. W tym samym czasie agent aktora nadal zmaga się z bólem po śmierci żony. Dodatkowo nie jest w stanie pomóc córce uzależnionej od narkotyków.

## Obsada

### Obsada główna
- Michael Douglas jako Sandy Kominsky[4]
- Alan Arkin jako Norman Newlander[4]
- Sarah Baker jako Mindy[5]
- Nancy Travis jako Lisa[6]

### Obsada drugoplanowa
- Graham Rogers jako Jude[5]
- Ashleigh LaThrop jako Breana[5]
- Melissa Tang jako Margaret[5]
- Jenna Lyng Adams jako Darshani[5]
- Casey Brown jako Lane[5]
- Emily Osment jako Theresa[5]
- Susan Sullivan jako Eileen[5]
- Lisa Edelstein jako Phoebe[7]
- Ramon Hilario jako Alex the Waiter
- Cedric Begley jako Mathew
- Danny DeVito jako Dr. Wexler
- Anoush NeVart jako Rosamie
- Ann-Margret jako Diane
- Jane Seymour (sezon 2)[8]
- Jacqueline Bisset jako była żona Sandy'ego (sezon 2)[8]
- Paul Reiser (sezon 2)[8]

### Gościnne występy
- Becky O'Donohue
- Jay Leno jako on sam
- Patti LaBelle jako ona sama
- Jason Kravits jako Woody Littlehales
- Corbin Bernsen jako on sam
- George Wyner jako Rabbi
- Elizabeth Sung jako pani Liu
- Rex Linn
- Elliott Gould jako on sam
- Lauren Weedman jako reżyser
- Jocelyn Towne jako Jeanine
- Azie Tesfai jako Lynda
- Eddie Money jako on sam
- Jen Drohan
- Matt Knudsen jako Dad
- Jeffrey D. Sams jako Arthur
- Willam Belli jako Cherry
- Lainie Kazan jako babcia Normana

## Odcinki
| Sezon | Odcinki | Oryginalna emisja Netflix | Oryginalna emisja Netflix | Emisja w Polsce Netflix Polska | Emisja w Polsce Netflix Polska | Emisja w Polsce Netflix Polska |
| Sezon | Odcinki | Premiera sezonu           | Finał sezonu              | Premiera sezonu                | Finał sezonu                   |                                |
| ----- | ------- | ------------------------- | ------------------------- | ------------------------------ | ------------------------------ | ------------------------------ |
| 1     | 8       | 16 listopada 2018         | 16 listopada 2018         | 16 listopada 2018              | 16 listopada 2018              |                                |
| 2     | 8       | 26 października 2019      | 26 października 2019      | 26 października 2019           | 26 października 2019           |                                |
| 3     | 6       | 28 maja 2021              | 28 maja 2021              | 28 maja 2021                   | 28 maja 2021                   |                                |

## Sezon 1 (2018)
| Nr | Tytuł                               | Reżyseria            | Scenariusz                               | Premiera w Netflix | Premiera w Netflix Polska |
| -- | ----------------------------------- | -------------------- | ---------------------------------------- | ------------------ | ------------------------- |
| 1  | Chapter One: An Actor Avoids        | Chuck Lorre          | Chuck Lorre                              | 16 listopada 2018  | 16 listopada 2018         |
| 2  | Chapter Two: An Agent Grieves       | Andy Tennant         | Chuck Lorre                              | 16 listopada 2018  | 16 listopada 2018         |
| 3  | Chapter Three: A Prostate Enlarges  | Donald Petrie        | Chuck Lorre, Al Higgins                  | 16 listopada 2018  | 16 listopada 2018         |
| 4  | Chapter Four: A Kegel Squeaks       | Beth McCarthy-Miller | Chuck Lorre, Al Higgins, David Javerbaum | 16 listopada 2018  | 16 listopada 2018         |
| 5  | Chapter Five: An Agent Crowns       | Beth McCarthy-Miller | Chuck Lorre                              | 16 listopada 2018  | 16 listopada 2018         |
| 6  | Chapter Six: A Daughter Detoxes     | Andy Tennant         | Chuck Lorre, Al Higgins, David Javerbaum | 16 listopada 2018  | 16 listopada 2018         |
| 7  | Chapter Seven: A String Is Attached | Donald Petrie        | Chuck Lorre, Al Higgins, David Javerbaum | 16 listopada 2018  | 16 listopada 2018         |
| 8  | Chapter Eight: A Widow Approaches   | Andy Tennant         | Chuck Lorre, Al Higgins, David Javerbaum | 16 listopada 2018  | 16 listopada 2018         |

## Produkcja
W sierpniu 2017 roku ogłoszono, że Netflix zamówił pierwszy sezon serialu, w którym główne role zagrają Alan Arkin oraz Michael Douglas. W styczniu 2018 roku poinformowano, że do obsady dołączyli Nancy Travis, Lisa Edelstein, Sarah Baker, Susan Sullivan, Emily Osment, Graham Rogers, Ashleigh LaThrop, Jenna Lyng Adams, Melissa Tang i Casey Brown
.
18 stycznia 2019 roku, platforma Netflix ogłosiła zamówienie drugiego sezonu. Na początku lutego 2019 roku, poinformowano, że Paul Reiser, Jacqueline Bisset i Jane Seymour zagrają w drugim sezonie. Drugi sezon produkcji zadebiutował 25 października 2019 na Netflixie.
Po wyprodukowaniu dwóch 8-odcinkowych sezonów producenci poinformowali, że Alan Arkin (serialowy Norman Newlander) nie pojawi się w finałowym trzecim sezonie. Ostatnia seria składa się z sześciu odcinków, a na jej początku jest mowa o śmierci Normana. Premiera odbyła się 28 maja 2021.